# 三星Sens

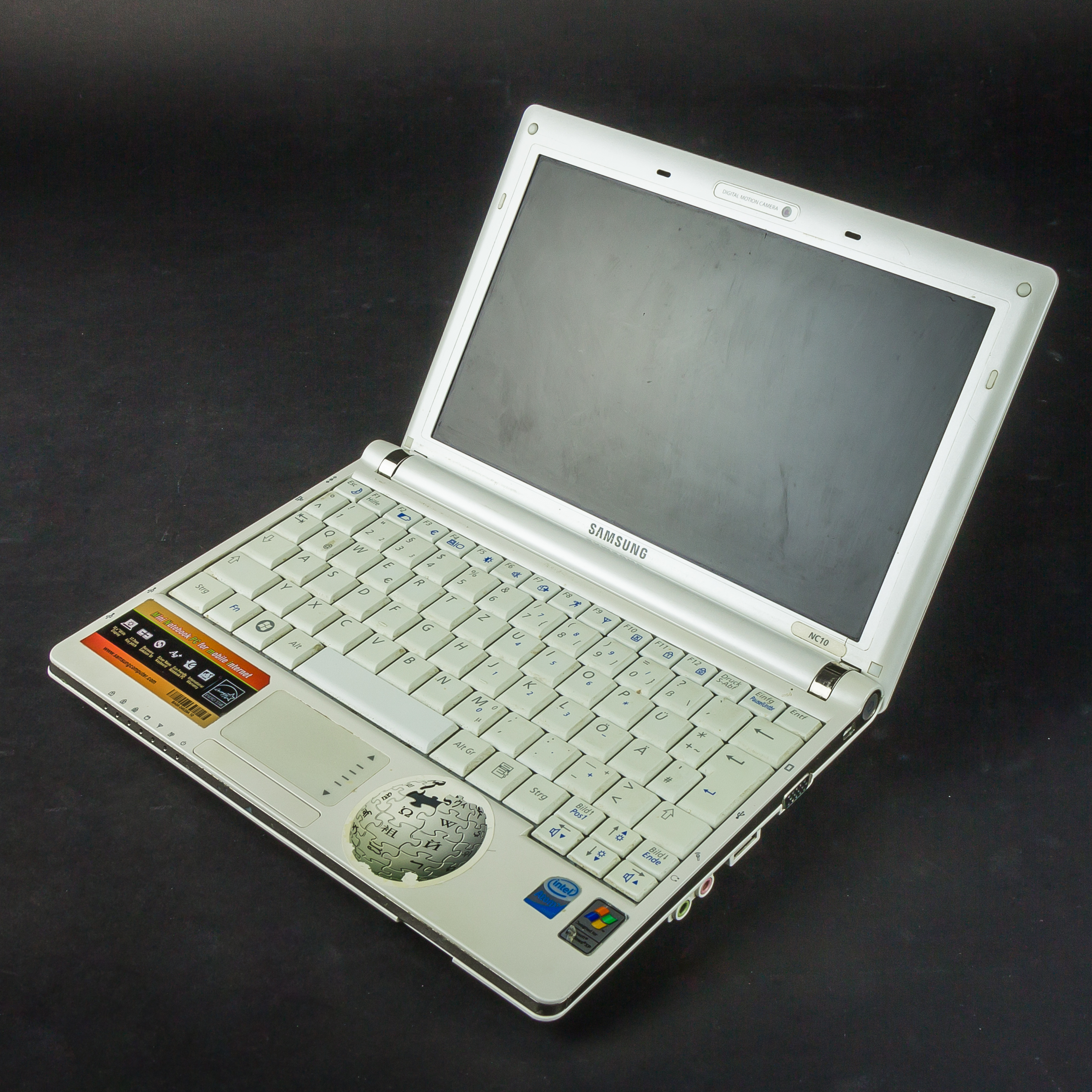
Samsung Sens NC10

Samsung Sens是韓國三星電子於2001年推出的筆記型電腦系列。Sens笔记本电脑和二合一笔记本电脑共有15个系列：E、M、N、Notebook 7、Notebook 9、P、Q、QX、R、RC、RF、RV、SF、X 和 G。

## 系列
- Sens M
- Sens Q
- Sens X
- Sens P